# Laboremus
Laboremus (latin "må vi arbeta") är en socialdemokratisk studentklubb i Uppsala. Klubben ingår i Socialdemokratiska Studentförbundet  (S-studenter). I valen till Uppsala studentkårs fullmäktige ställer Laboremus kårparti upp under beteckningen "S-studenter".
Laboremus grundades 1902 och inom föreningen kom flera av socialdemokratins tidiga ledare att skolas, som Arthur Engberg, Erik Hedén och Rickard Sandler. Klubben grundade tillsammans med den socialdemokratiska studentklubben i Stockholm år 1931 det Socialdemokratiska studentförbundet.
Laboremus samarbetade en tid med De Yngre Gubbarna i Lund, bland annat vid utgivandet av en småskriftserie 1908-1916.

## Historik

### Framväxt och bildande
Redan 1886 bildades föreningen ”studenter och arbetare”. Organisationen stod för en radikal liberalism som förespråkade utjämning av klasskillnad ser genom samverkan. På grund av inre stridigheter splittrades dock föreningen 1911.
Vid 1900-talets början var den ledande kulturradikala organisationen föreningen Verdandi, en utpräglat liberal förening som av flera medlemmar upplevdes som alltför oengagerad i stora sociala frågor och till rätten att bilda fackföreningar. Därför växte idén om att bilda en ny förening fram.
1902 undersökte Nils Söderqvist och Gustaf Hansson om att bilda ”en socialpolitisk förening av intellektuella och fysiska arbetare”. Man samlade några intresserade till ett möte som ägde rum hemma hos studenten Martin Lamm. Det var även i Lamms hem som föreningen bildades den 7 november 1902. Laboremus första medlemmar var: Anton Black, Nils Söderqvist, Gustaf Hansson, Joel Lundgren, Martin Lamm, Axel Brusewitz, Hilmer Johansson, Erik Hedén, Helge Ahlqvist, Gustaf Johansson, J.A. Haglund och Thure Lundgren.
Det beslutades att föreningens ändamål skulle vara att utgöra en ”sammanslutning för tanke- och kroppsarbetare i syfte att genom solidariskt samarbete tillvarata gemensamma politiska och sociala intressen”. Namnet Laboremus (latinskt ord som betyder ”låt oss arbeta”) antogs den 1 december samma år och i början av våren 1903 valdes föreningens första styrelse där Nils Söderqvist blev ordförande.
Under de första åren var Laboremus partipolitiskt obundet. En av de första arbetsuppgifterna som föreningen åtog sig var att starta fackföreningar bland Uppsalas arbetare. Tillsammans med Verdandi, där flera laboremiter fortfarande var aktiva, försökte man att bilda opinion för kravet på allmän och lika rösträtt. Ett flertal diskussionsmöten anordnades om exempelvis absolutism, religion, fackföreningarnas politiska tillhörighet samt frågan om arbetarrörelsen borde hålla sig inom lagens råmärken. Inbjuda talare var bland andra Ellen Key och Hjalmar Branting.
1904 hade föreningen cirka 50 medlemmar. Av dessa var totalt 16 studenter, varav hälften var övertygade socialdemokrater. Dåvarande ordföranden Erik Hedén tog initiativ till att föreningen skulle vila på socialdemokratisk grundval, något som ledde till att flera medlemmar, däribland styrelsens sekreterare Axel Brusewitz, lämnade föreningen. 1910 kollektivanslöts Laboremus till Uppsala arbetarkommun.

### 1900-talet

#### 1910-talet och splittringen 1917
Under de tidiga åren var föreningens verksamhet inriktad på ett aktivt folkbildningsarbete. Fackföreningar inbjöds till studiecirklar, man understödde folkhögskoleföreningar och var även med och drev den s.k. ”barnens medborgarskola”, en egen alternativ söndagsskola som var politiskt och religiöst neutral. Syftet var att utveckla barnens självständiga och kritiska tänkande. 
Bland bemärkta medlemmar i Laboremus under denna tidsperiod märks namn som: Rickard Sandler (som senare grundade ABF och under en kort period var Sveriges statsminister), Ivar Vennerström (vice ordförande 1905), Ture Nerman (sedermera känd bl.a. som radikal författare och för att ha härbärgerat Lenin under dennes Sverigevistelse 1917), Arthur Engberg (ordförande 1915-1916), Arne Örne (senare statsråd), Erik Palmstierna och Birger Nerman (ordförande 1914).
I samarbete med D.Y.G (Den yngre gubben, föregångare till nuvarande Lunds Socialdemokratiska Förening) gav Laboremus ut en serie småskrifter åren 1908-1916. Småskrifterna skulle vara obundna av något bestämt partiprogram och ”ge uttryck åt i vidaste mening socialistiska idéströmningar”. Skrifterna spreds särskilt inom det socialdemokratiska ungdomsförbundet (föregångaren till SSU) och sågs av utgivarna som ”ett medel till allt det nödvändiga samarbetet mellan socialistiskt sinnade akademiker och Sveriges arbetarungdom”. Skriftserien kom att inkludera 19 titlar som vittnar om en stor politisk öppenhet och en vilja att ta till sig en internationell socialistisk debatt.
Det faktum att Laboremus kollektivanslutits till arbetarekommunen ställde föreningen inför ett stort dilemma då det socialdemokratiska partiet splittrades 1917. Man eftersträvade en öppen diskussion, där ”munkorgsprejudikat” undveks. Efter partisprängningen förklarade en majoritet av föreningens medlemmar att Laboremus skulle stå öppet även för vänstersocialisterna. Att man tillät medlemmar med andra partitillhörigheter, trots kollektivanslutningen till arbetarekommunen, vittnar om den öppenhet som rådde inom föreningen och som torde vara unik inom dåtidens arbetarrörelse. Efter 1919 kom det dock att råda stiltje i föreningen som hade hamnat i skuggan av den socialistiska studentföreningen Clarté och endast sju protokollförda sammanträden hölls fram till hösten 1928.

#### Återuppstarten
1928 höll föreningen ett rekonstruerande möte, där Arnold Sölvén valdes till ny ordförande. Medlemstalet hade sjunkit under 20-talet och var nästan nere på noll men efter återstarten hade föreningen snart ett medlemsantal på 50 stycken medlemmar. Laboremus arbete bestod under denna tid främst av att arrangera olika diskussionskvällar, som ofta inleddes av en inbjuden gäst. Diskussionerna speglade den interna socialdemokratiska idé- och strategidebatten som då rådde. Det var exempelvis nu som folkhemstanken först formulerades. Föreläsningslistan bestod av tongivande namn och de ämnen som diskuterades var bland annat ”äganderättsbegreppet” (Vilhelm Lundstedt), ”socialismen och framåtskridandet” (Ernst Wigforss), ”klassamling och folksamling” (Per-Albin Hansson), ”vänsterverkan” (Värner Rydén) och ”fackföreningsmonopolismen” (Tycko Hedén).
1931 startade Laboremus tillsammans med studentklubben i Stockholm (SSK) Sveriges socialdemokratiska studentförbund (SSF). Förbundet blev en självständig sidoorganisation till moderpartiet. Deras första ordförande blev laboremiten Karl Söderberg.
Under 30-talet växte medlemsantalet och vid slutet av decenniet hade Laboremus 150 medlemmar. Samtidens politiska verklighet med ekonomisk kris och politisk fascism gjorde avtryck i Laboremus verksamhet. Bland aktiviteterna kan nämnas att Gösta Bagge och dåvarande socialminister Gustav Möller debatterade arbetslöshetsfrågan och Tage Erlander talade om ”Teknik och kris”. Protestmöten hölls mot hyllningar av ett tyskt universitet och radiosända debatter som ”efter München” anordnades. Flyktingdebatten var ett annat aktuellt ämne.
Krigsåren var svåra, då det var svårt att få in medlemsavgifter, men föreningen hölls vid liv genom donationer från mer välbeställda medlemmar. Under krigstiden propagerade man hårt mot nazistiska studentorganisationen Svensksocialistiska studentförbundet. Laboremus var också kritisk mot samlingsregeringen eftergivenhet gentemot Tyskland. Viveka Heyman, dåvarande styrelseledamot i föreningen, tog initiativ till en artikel där man riktade stark kritik mot att tyska bombplan tilläts landa på svensk mark.

#### 1940-talet
1941 var Laboremus drivande i uppstarten av studentförbundets tidskrift Libertas. Till det första numret medverkade statsminister Per-Albin Hansson och Ture Nerman. Nils Ferlin hade specialskrivit dikten ”Libertas” och Karl-Gerald publicerade sin kända och av censurlagarna förbjudna sång ”Den välkända hästen från Troja”. 66 festdeltagare närvarade vid Laboremus 40-årsjubileum som firades på Stockholms nation den 7 november 1942. Ordförande Ernst Michanek (senare generaldirektör för SIDA) skrev jubileumsartikeln, vilken publicerades i ett flertal dagstidningar.
Vid krigsslutet kom de dagsaktuella uppgifterna i förgrunden. 1944-45 gästades föreningen av Gunnar Sträng, Gustav Möller och Sven Aspling. Året därpå var inbjudna föreläsare bland andra Per Eckerberg, C.-H. Hermansson och Alva Myrdal, som en del i Laboremus och Clartés föreläsningsserie ”arbetarrörelsens efterkrigsprogram”.

#### 1950-talet
Under 50-talet fortsatte Laboremus att hålla den ideologiska debatten vid liv. I samarbete med ABF arrangerades studiecirklar och en föreläsningsserie om socialism. Flera möten arrangerades också kring frågor som rörde kultur, press och utbildning. Författare som Lars Ahlin och Eyvind Johnsson berättade om sina författarskap. Filosofiprofessorn och kulturdebattören Ingmar Hedenius föreläste flitigt.
Laboremus firade ett halvt sekel med fest på Västgöta nation, där partiordförande Tage Erlander höll jubileumstal. Jubileumsboken ”Kultur och Politik” (Tidens Förlag) gavs ut med artiklar som samtliga var skrivna av laboremiter.
Laboremus var aktiva i utrikespolitiska frågor, som hade sin givna plats i verksamheten. 1955 deltog USA:s ambassadör Cabot i en frågeafton om sitt lands utrikespolitik. Laboremus protesterade också mot den sovjetiska inmarschen i Ungern, den franska kolonialpolitiken och det sydafrikanska apartheidsystemet. Tage Erlander gjorde som gäst hos Laboremus, för ett hundratal åhörare ett berömt angrepp mot högerledaren Jarl Hjalmarsons utrikespolitik. Föreningen startade också studiecirklar i ulandspolitik vilka drevs särskilt hårt under Annika Alms ordförandeskap. Tillsammans med nio andra organisationer i Sydafrikakommittén arrangerade Laboremus 1959 ett stort opinionsmöte om rasförtyck i Sydafrika.
Medlemsantalet under den senare delen av 50-talet var lågt, med cirka 150 betalande medlemmar. Bland mer bemärkta aktiva laboremiter från denna tid märks Bo Södersten (ordförande 1956), Kjell-Olof Feldt (ordförande 1957, senare finansminister), Herbert Söderström, Per-Olof Karlsson, Stig Hadenius, Ulf Himmelstrand, Bror Rexed, Annie Marie Sundbom (senare förbundssekreterare i Kvinnoförbundet) och Ove Sandell.

#### 1960-talets storhetstid
1962 firade Laboremus sitt 60-årjubileum med en jubileumsvecka på temat ”socialism i vår tid” vilken avslutades på Värmlands nation. Jubileumsboken ”Förändringarnas vind” (Rabén och Sjögren) gavs ut. Redaktörer var Ulf Himmelstrand, Enn Kokk, Torsten Nilsson och Lars Rudebeck. Skribenterna pläderade för en förändrad och mer aktiv utrikespolitik, till stöd för tredje världen. Boken blev uppmärksammad och dess politiska tendens utsattes för hård presskritik.
Tidigt 60-tal kan sägas vara Laboremus storhetstid. Under Enn Kokks ordförandeskap fördubblades medlemsantalet till 254 medlemmar. Under nästföljande år ökade medlemsantalet till 322 och som mest var föreningen uppe i drygt 600 medlemmar. Föreningen var öppen, debattglad och en radikal samlingsplats för studenter med kulturellt och politiskt engagemang. Veckorna fylldes med möten, offentliga debatter och kulturevenemang. Föreningen gästades av bland andra Olof Palme, Tage Erlander, Folke Isaksson, Ernst Wigforss, Gunnar Sträng, Arne Geijer, Rudolf Meidner och Willy Brandt. Flera medlemmar reste utomlands längre perioder och återvände med kunskaper om den amerikanska medborgarrättskampen, latinamerikanska gerillan, om Algeriet och Kuba. Laboremus var också aktiv i svenska Sydafrikakommittén, svenska kommittén för Vietnam, befrielse kampen i Moçambique, Sydrhodesia, Guinea-Bissau och motståndsrörelsen i Spanien.
Laboremus var också aktiva inrikespolitiskt, i frågor som regeringens förslag UKAS. Jämställdhetsdebatten fick starkt fäste och man var emot deltagande i EEC och emot en svensk atombomb. Laboremus var också aktivt på universiteten i valrörelserna.
Intresset för ”nya vänstern” märktes också i föreningen. 1965 anordnades debatten ”socialdemokratin, kommunismen och den nya vänster” med Gunnar Fredriksson, C.-H. Hermansson och Olof Palme. Året därpå talade Ernst Mandel på ett seminarium arrangerat av Laboremus, utrikespolitiska föreningen, Verdandi och Clarté.

#### 1970-talet och brytningen med socialdemokratin
Vänstervågen som svepte fram under 60- och 70-talet märktes också av i Laboremus. De motsättningar som fanns mellan socialdemokratin och den radikala vänster som vuxit sig stark bland studenter kom så småningom att leda till en brytning med moderpartiet.
I 1970 års förstamajtåg beslutade Laboremus att bära Leninporträtt. I förstamajtåget året därpå deltog föreningen med liknande porträtt och paroller som ”Bekämpa SAP-byråkratins samarbete med monopolkapitalismen”. Uppsala arbetarkommun godkände inte dessa och Laboremus beslutade då att tillsammans med SSU delta i Röd Fronts tåg. Reaktionen från partiet blev kraftig och det beslutades om en rekommendation om uteslutning av de som demonstrerat. Inför årsmötet föreslog Laboremus styrelse en stadgeändring som innebar att föreningen skulle lämna partiet, vilket trots att inte omröstningen genomfördes, kom att ske då det var majoritetens vilja (ca 75 mot 40).  Efter nästan 70 år som socialdemokratisk förening lämnade man alltså partiet.
Slitningarna mellan vänsterradikala studentgrupper och socialdemokratin var inte bara en lokal företeelse. 1971 upplöstes det socialdemokratiska studentförbundet, som nu tagits över av revolutionära studenter. Med förbundets nedläggning gick även tidningen Libertas i graven. De kvarvarande studenterna tog initiativ till tidskriften Socialistiskt forum, som syftade till att vara en radikal tidskrift för den reformistiska vänstern. Laboremus erbjöds medlemskap i den nya tidskriftsföreningen, men avböjde.
Då Laboremus brutit med moderföreningen uppkom diskussioner som handlade om vilken inriktning föreningen skulle tam vilket var en intern stridighet. Fyra olika grupperingar fanns inom föreningen: en trotskistisk, en med stöd i förbundet KOMMUNIST (FK), en stalinistisk och en allmän socialistisk utan stöd av någon yttre organisation.  Då man inte kunde komma överens fortsatte de interna stridigheterna och mycket engagemang spilldes när man diskuterade vilket tåg Laboremus skulle demonstrera i på första maj. Under våren 1972 enades trotskistiska gruppen och FK-anhängarna att nå en tillfällig enhet om ett förslag till ”utbildningsfront”, vilket skulle innebära ett uppgående i såväl FK som Revolutionära marxisters förbund. Detta riskerade att Laboremus skulle upplösas, men samarbetet mellan de två grupperingarna avslutades snart. 1973 fann valberedningen att de på grund av motsättningarna mellan fraktionerna inte kunde lägga fram ett förslag till styrelse. 
Från våren 1973 kom Laboremus att slå in på en frihetlig socialistisk linje. Man knöt kontakt med Frihetlig socialistisk tidskrift, Uppsalas Rådssocialister och med Uppsala LS (SAC Syndikalisterna). Staffan Sternlo valdes till ny ordförande och föreningen antog ett eget principprogram. I programmet anknöt man till föreningens tidigare historia och definierade Laboremus som ”en oberoende socialistisk förening” som förenade en ”oberoende marxistisk samhällssyn med målsättningar som är typiska för frihetliga socialister, syndikalister och rådskommunister”. Målsättningen var att utarbeta kunskap om socialism, utforska självstyrets möjligheter, breda allianser med andra progressiva organisationer och arbeta före demokratiska principer. Laboremus skulle stå öppet för medlemmar under förutsättning att de inte ifrågasatte föreningens oberoende och godtog dess stadgar och program.
Den viktigaste verksamheten under dessa år kanaliserades genom den ambitiösa tidningen ”Föreningsmeddelandet”. Högkvalitativ debatt publicerades med inlägg som ”Laboremus och vänsterns splittring”, ”Kampen mot den regionala krisen, ”Är du revolutionär?” och flera inlägg om de jugoslaviska arbetarråden. Filosofen Michel Foucaults radikala maktanalys analyserade. Diskussion fördes om relationen mellan marxism och kristendom och studiecirklar i marxismens filosofi arrangerades. I övrigt var verksamheten inriktad på internationella frågor av solidaritetskaraktär angående Chile, Angola, Vietnam etc.  En av Laboremus drivande eldsjälar under denna tid var Mats Persson.
Laboremus 75-årsjubileum firades 1978 med en utställning på Centralbiblioteket och Humanistcentret. En historik ”Laboremus – Krönika över 75 år” författades av Staffan Sternlo och Pablo Fernández-Ayala. I slutet av 70-talet sinade engagemanget och medlemsantalet minskade.

#### 1980-talet
Under 1982 rörde sig Laboremus tillbaka till socialdemokratin. Vid ett extra årsmöte beslöt föreningen att ansöka om medlemskap i Uppsala arbetarkommun. Förslaget antogs. Ny ordförande blev Jan Valeskog och i december firade föreningen sitt 80-år jubileum på Östgöta nation. En jubileumsutställning sammanställdes också och under nästföljande år hade föreningen en livlig aktivitet med seminarier och debatter, där bland andra gamla laboremiter som Birgitta Dahl och Lena Hjelm-Wallén deltog.
De år då Laboremus hade orienterat sig bort från socialdemokratin hade de socialdemokratiska studenterna engagerat sig i SUF, SSU:s socialdemokratiska förening. 1986 beslöt Laboremus, efter stridiga debatter, att gå samman med SUF. Därmed var föreningen ansluten till både SUF och SAP. Laboremus fick en ny lokal på Djäknegatan och på Humanistiskt centrum (nuvarande Ekonomikum). Laboremus gästades av bland annat Anna Lindh, Bo Gustavsson, Sven Grassman, Kjell-Olof Feldt, Assar Lindbeck och Sten Andersson.
1987 firade Laboremus 85 år med en stor fest på Hantverksföreningen. Samtidigt gavs jubileumsskriften ”framtiden utmaningar – socialdemokratin före 90-talet” ut.
1987 beslöt SSU att ombilda högskoleutskottet till ytterligare en slags underorganisation. Detta fick namnet Sveriges socialdemokratiska högskoleförening (SSHF) och utskottets tidning ”Esset” gavs namnet Libertas. På olika håll växte tanken fram om att starta upp ett socialdemokratiskt studentförbund. Till SSU-kongressen 1990 motionerade bland andra laboremiten Stig-Björn Ljunggren om en omstart av förbundet. Kongressen beslöt att bilda ett studentförbund, där studenterna kollektivanslöts till ungdomsförbundet.

#### 1990-talet
Under 1990-talet koncentrerade sig föreningens arbete till stor del på kårarbetet. Laboremiten Niklas Karlsson var mellan 1993 och 1994 kårordförande.
Laboremus var fortfarande en debattglad förening och i lokalen på Djäknegatan 1 hölls diskussionskvällar, föredrag och studiecirklar inom bland annat nationalekonomi. Man höll även gemensamma diskussionskvällar med föreningen Heimdal.
Laboremus var också en drivande kraft i det nybildade Socialdemokratiska studentförbundet (SSF). I början innehade man ordförandeposten och redaktörskapet för Libertas.
1992 firade Laboremus sitt 90-årsjubileum med att ge ut den egenproducerade tidskriften ”Låt oss arbeta!”. Redaktörer för skriften var Johan Sundman, Anders Toll och Thomas Östros. Laboremus verksamhet växte och de regelbundna onsdagsfördragen lockade många åhörare. Man gästades bland annat av Harry Schein, Stig Malm, Göran Greider, Maria-Pia Boëthius, Agneta Stark och Carl Hamilton. Till detta skall tilläggas att man anordnade närradiosändningar, innebandyspelande, debatter och interna diskussionskvällar. Anders Kalat ledde en populär idépolitisk studiecirkel som utmynnade i den egenproducerade tidskriften ”Fragment av en framtid”.
Trots att medlemsantalet ökade och verksamheten var omfattande pågick interna slitningar. Vid 1996 års årsmöte kulminerade personkonflikterna och tre styrelseledamöter bröt sig ur föreningen för att istället bilda studentföreningen Minerva, samtidigt som man gjorde anspråk på samtliga poster i styrelsens presidium. Efter att ha lidit förkrossande nederlag på årsmötet lämnade de föreningen och Minerva ansökte om medlemskap i såväl Uppsala arbetarkommun som SSU, vilket även beviljades. Således fanns därefter en tid två konkurrerande socialdemokratiska föreningar vid universitetet. Minerva deltog senare i kårvalet men lyckades inte ta sig in i fullmäktige. Några år efter föreningens bildande upphörde även Minervas verksamhet.
Föreningens onsdagsföredrag som nu flyttats till Studentstaden, gästades av bland andra Claes Borgström, Stefan de Vylder, Helle Klein, Ingvar Carlsson, Yvonne Hirdman, Jan Myrdal, Mona Sahlin, C.-H. Hermansson samt Ärkebiskop K.G. Hammar.
Man fortsatte att vara en drivande kraft inom studentförbundets idédebatt. 1997 valdes laboremiten Björn Andersson till förbundsordförande. Detta ledde bland annat till ett samarbete med LO, som senare resulterade i tidskriften Fronesis. Syftet med tidskriften var att skapa ett möte mellan arbetarrörelsen och akademin och att göra en internationell vänsterdebatt tillgänglig på svenska. Den debattlystnad som rådde inom Laboremus avspeglades också i Libertas. Tillsammans med LO anordnade Laboremus även en serie debatter om globaliseringsfrågor, medverkande var bland andra Johan Ehrenberg, Anne Wibble, Erik Åsbrink och Johan Lönnroth.
1997 firade man 95-årsjubileum med ett heldagsseminarium på GH Nation och efterföljande fest.
Det internationella engagemanget var fortsatt starkt inom Laboremus och föreningen engagerade sig tillsammans med Utrikespolitiska föreningen och den svenska Burma-kommittén i den burmesiska motståndsrörelsen. Inom kåren drev Laboremus bland annat krav på ökad jämställdhet på universitetet och att kåren skulle bedriva ett aktivt internationellt solidaritetsarbete.

### 2000-talet

#### Fram till 2010
2002 hade Laboremus cirka 210 medlemmar. Man saknade en egen lokal och höll därför möten på kårens eller arbetarekommunens lokaler. Bland mötesarrangemang märktes teman som ”Terroristlagstiftningen”, ”Palestinafrågan” (Anna Lindh) och ”Marxismens frihetssyn”. Föreningen gjorde flera goda kårval, där flera företrädare fick plats i studentkårens och i SFS ledningar och kanslier. Efter Kårvalet 2002 tog kårpartiet Socialdemokratiska studenter en plats i kårstyrelsen och Laboremus dåvarande ordförande, Ignacio Vita, var även ordförande för studentkåren. Inom kåren drev föreningen på inte minst för jämställdhet och breddad rekrytering, mot otidsenliga traditioner och konservatism. Kårens deltagande i firandet av Gustav II Adolf ifrågasattes starkt, och under flera år firades istället Tage Erlander på samma dag, för att minnas historiska beslut om universitetens öppnande mot omvärlden.
Utöver de återkommande idépolitiska föredragen anordnade man bland annat en studiecirkel i politikens klassiker, som leddes av Stig-Björn Ljunggren. De idépolitiska seminarierna och diskussionerna var många.
Den 9 november firade man sitt 100-årsjubileum med en stor middag på Norrlands nation. Innan middagen hölls ett längre seminarium om socialdemokratisk utrikespolitik och internationellt engagemang. I samband med jubileet gavs även boken ”Var blev ni av ljuva drömmar?” ut. Redaktörer var Enn Kokk, Klas Gustavsson och Stig-Björn Ljunggren.
Flera ambitiösa internationella projekt bedrevs med stöd av Palmecentret, till stöd för syskonorganisationer i Sydafrika, i Vitryssland och på Kuba. Flera utländska delegationer inte minst från Sydafrika besökte också Uppsala. I samverkan med andra föreningar deltog flera också företrädare aktivt i solidaritetsarbetet för frihet och människovärde i Kurdistan.
Louise Callenberg valdes 2007 till ordförande i kåren.
Onsdagsföreläsningar besöktes bland andra Maria Wetterstrand, Pär Nuder, Katrine Kielos och Gudrun Schyman. Föreningen leddes under året av Tony Kenttä som valdes till ordförande vid årsmötet i februari.
Under verksamhetsåret omvaldes Kajsa Borgnäs som ordförande för studentförbundet och vid sidan av engagemang i det nationella förbundet var medlemmar även involverade i uppstarten av ett projekt i Moçambique.
Under året fortsatte föreningen med onsdagsföreläsningar men lade allt mer fokus vid medlemsmöten, diskussionskvällar och fristående projekt. Rött ekonomiskt nätverk, som bestod av ett antal medlemmar, drev föreläsningsserien Tankar om Ekonomi. I studentförbundet valdes laboremusmedlem Kajsa Borgnäs valdes för tredje året i rad om till ordförande.

#### 2010-talet
Vid årsmötet 2010 valdes Milischia Rezai till ordförande för klubben och under våren drev klubben bland annat ett feministiskt nätverk med en föreläsningsserie. Medlemmar från klubben var även involverade och drivande i projektet Rödgrönt Akademiskt Forum, ett samarbete som satts samman av Socialdemokraterna, Vänsterpartiet och Miljöpartiet inför riksdagsvalet 2010. 
Engagemanget i studentförbundet fortsatte genom att Axel Lindersson valdes till ny förbundssekreterare och Johanna Pettersson till ny redaktör för studentförbundets tidskrift Libertas.
Under 2011 valdes Josefin Pasanen till ordförande. Man anordnade bland annat en EU-föreläsningsserie, en studiecirkel i nationalekonomi och åkte på resa till Bryssel med S-studenter. Utöver detta anordnade man diskussionskvällar, filmvisningar och bjöd in till föreläsningar med bland annat dåvarande partiordföranden Håkan Juholt.
Vid S-studenters kongress blev Axel Lindersson omvald som förbundssekreterare, laboremiten Milischia Rezai valdes in i förbundsstyrelsen och Josefin Hägglund blev ny redaktör för Libertas.
Föreningen anordnade 2012 en 110-årsjubileumsfest och gav ut en bok. Ordförande var Elin Carlsson.
2013 hade Laboremus cirka 110 betalande medlemmar. Klubben hade en debattklubb, anordnader diskussionskvällar, kulturella aktiviteter, föreläsningar och sociala aktiviteter. Klubben hader ingen egen lokal, men använder sig vid behov av arbetarekommunens lokaler på Dragarbrunnsgatan. Ordförande var Peter Byström.
2019 innehar Laboremus två poster i förbundsstyrelsen. Frida Gunnarsson är vice ordförande för S-studenter och Jakob Stone, tidigare ordförande för Laboremus, är ledamot. Laboremus har under året firat Tagedagen 6 november, på Gustav Adolfdagen, i syfte att belysa Tage Erlanders oöverträffade gärningar för de svenska universiteten och högskolorna. Kårpartiet hade ett rekordhögt valresultat på 42%. Alva Cedergren var ordförande för klubben.

#### 2020-talet
På årsmötet 2020 valdes Sixten Svanberg till ordförande för Laboremus. Man beslutade även att ta fram ett eget politiskt program under verksamhetsåret. I mars månad drabbades Sverige allt hårdare av Coronapandemin och Laboremus tvingades ställa om till möten via webben. Vissa större evenemang fick ställas in, till exempel fick klubbens planerade gasque skjutas på framtiden. Mycket verksamhet kunde dock genomföras digitalt, både Första maj och Tagedagen firades exempelvis. Under året ökade klubben sina medlemsantal till 136 medlemmar och erhöll i kårvalet 36 % av rösterna. Kårpartiet S-studenter kom efter förhandlingar med UUS att ingå i Uppsala studentkårs styrelse. Under året tog föreningen fram egna pins.

## Valresultat kårval
Laboremus ställer i valen till Uppsala studentkårs fullmäktige upp under beteckningen S-studenter. Under åren har kårpartiet ingått i ett flertal majoritetskonstellationer med bland annat VSF, Fi-studenter och UUS.
Kårvalet i Uppsala är ett listval på partibeteckning, med möjlighet till personröst genom kryss liknande den i riksdagsval. Röstning sker årligen mellan den 7-21 april genom kårens webbplats.

### Valresultat genom åren
Procentuell andel av totala antalet mandat i kårfullmäktige.